# 509 Iolanda
Iolanda (asteroide 509) é um asteroide da cintura principal com um diâmetro de 52,99 quilómetros, a 2,7887833 UA. Possui uma excentricidade de 0,0899784 e um período orbital de 1 959,46 dias (5,37 anos).
Iolanda tem uma velocidade orbital média de 17,01418798 km/s e uma inclinação de 15,41164º.
Esse asteroide foi descoberto em 28 de Abril de 1903 por Max Wolf.